# Sam Gyimah
Samuel Phillip Gyimah (Beaconsfield, 10 agosto 1976) è un politico britannico, membro dei Liberal Democratici e parlamentare per East Surrey dal 2010 al 2019.

## Biografia
Tra il 2014 e il 2018, dopo aver ricoperto il ruolo di Segretario parlamentare presso il primo ministro David Cameron, Gyimah è stato promosso alla sottosegretaria di Stato parlamentare. Gyimah è stato Ministro delle Università, Scienza, Ricerca e Innovazione dal gennaio 2018 fino alle sue dimissioni avvenute il 30 novembre 2018.
Nel 2019 ha deciso di non ricandidarsi in parlamento per il collegio di East Surrey e ha annunciato di lasciare il Partito Conservatore per aderire a quello dei Liberal Democratici. Si è candidato invece per il collegio di Kensington con quest'ultimo partito, arrivando in terza posizione.